# 福井県道201号菅生武生線

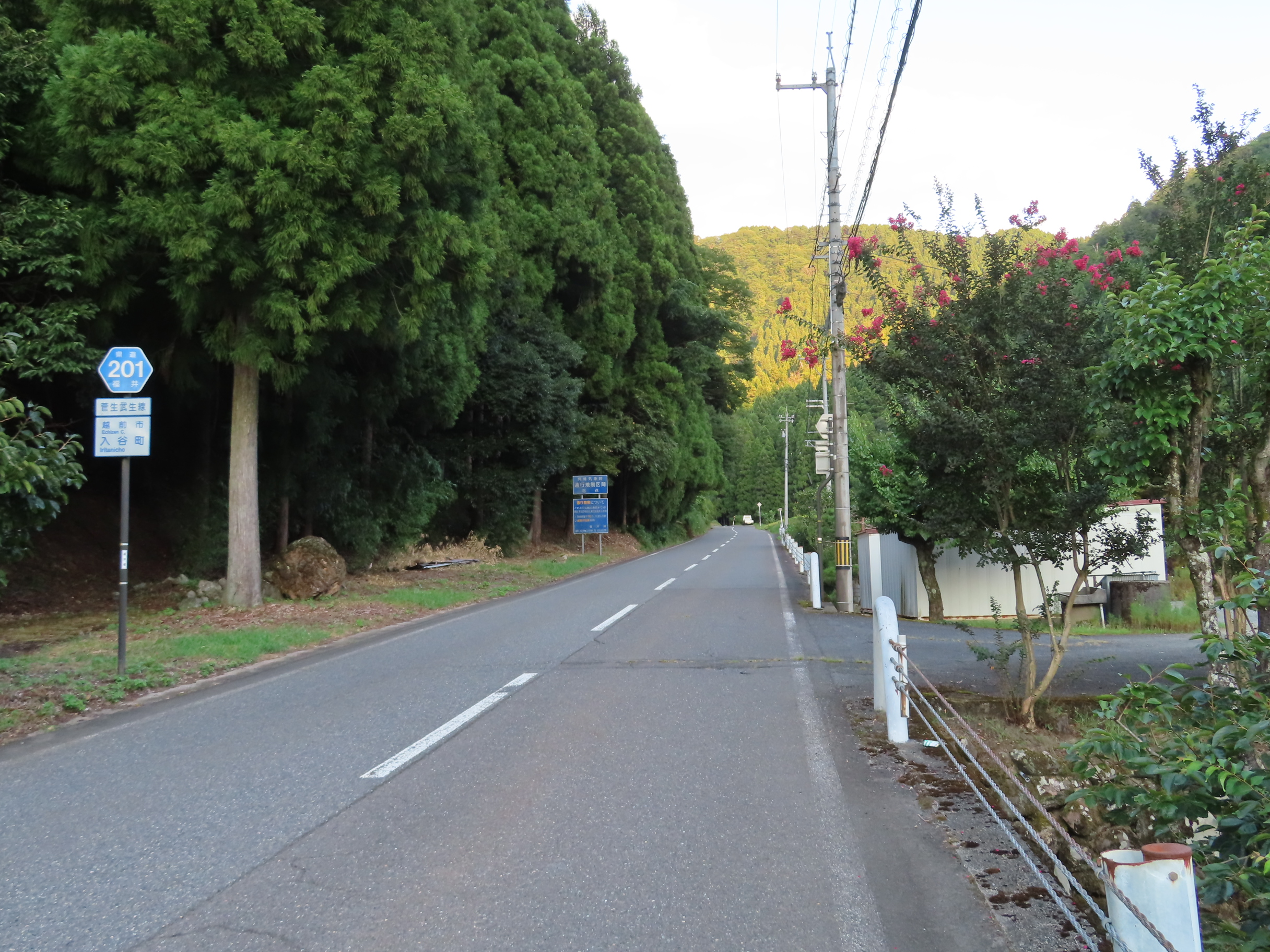
越前市入谷町（2023年8月）

福井県道201号菅生武生線（ふくいけんどう201ごう すごうたけふせん）は福井県今立郡池田町と同県越前市を結ぶ一般県道（福井県道）である。

## 路線概要
国道8号と国道476号を繋ぐ重要な役割を担う県道である。この2つの国道は同県内の鯖江市で接続するが、西側から見た場合最短で国道476号に至ることが出来る道である。国道8号、もしくは国道476号の迂回路としての役割も担っており、どちらかが通行不能に陥ってもすぐに交通を回復させる機能も備えている。

### 路線データ
- 起点：福井県今立郡池田町菅生
- 終点：同県越前市庄田町

## 通過する自治体
- 福井県
  - 今立郡池田町 - 越前市

## 道路状況
全線片側一車線の確保された快走路である。峠付近では山道になるものの減幅せず、カーブミラーやガードレールも設置されている。雪深い池田町において貴重な冬季通行止めにならない県道である。通行量も多いが渋滞が起きるほどではなく、非常に快適に走れる道路である。

## 通過する峠
- 魚見坂

## 接続道路
- 国道8号（終点）
- 国道476号（起点）
- 福井県道19号武生米ノ線（起点）
- 福井県道194号西尾鯖江停車場線
- 福井県道197号文室池泉線
- 福井県道198号池泉今立線
- 福井県道203号池田南条線
- 福井県道248号武生池田線

## 沿線
- 仁愛大学